# Аддаи, Эммануэль
Эммануэль Аддаи (англ. Emmanuel Addai; род. 1 августа 2001, Кумаси) — ганский футболист. Полузащитник ФК «Карабах».

## Карьера
Родился 1 августа 2001 года в Кумаси.
Воспитанник Академии JMG в Аккре.
В августе 2021 года перешёл в ФК «Бобиньи» (Франция). Выступал за клуб в Насьональ 2.
12 июля 2022 года перешёл в «Алькоркон» (Испания), выступавший в Первом дивизионе. За клуб дебютировал 14 января 2023 года, пропустив первую половину сезона из-за бюрократических проблем.
24 июня 2023 года забил гол «Кастельон», который вывел клуб в Сегунду. 5 июля 2023 года продлил контракт с командой. 14 августа 2023 года дебютировал в Сегунде против «Альваро Бустос».
23 августа 2024 года подписал контракт с ФК «Карабах». Контракт рассчитан до 30 июня 2026 года.

## Достижения
- Чемпион Азербайджана 2024/2025[8]